# إيفرينوس
إيڤرينوس (1288م في بالق أسير- 17 نوفمبر 1417م في يانيتسا) (بالتركية: Gazi Evrenos Bey)‏ أو (بالتركية: Hacı Evrenos)‏ قائدٌ عسكريٌ عثمانيٌ. تذكره المصادر التركية باسم «الغازي إيڤرينوس باي» أو «الحاج إيڤرينوس»، واسمه في المصادر البيزنطية باسم: Ἐβρενός، Ἀβρανέζης، Βρανέζης، Βρανεύς (؟)، Βρενέζ ، Βρενέζης ، Βρενές.
كان الغازي إيڤرينوس باي يُعرف أيضًا باسم جافرينوس (Gavrinos)، ويُعتقد أنه ينحدر من عائلة يونانية.
شارك في معركة نيقوپوليس مع السلطان "يلدريم" بايزيد الأول، وقاد فيها وحدات سلاح الفرسان الخفيفة الآقنجية العثمانية.

## حياته
كان الغازي إيڤرينوس في الأصل من كبار الشخصيات النبيلة، وحاكما في إمارة بنو قرا صي بالأناضول، ثم انضم إلى العثمانيين فقط بعد فتحهم للإمارة عام 1345م.

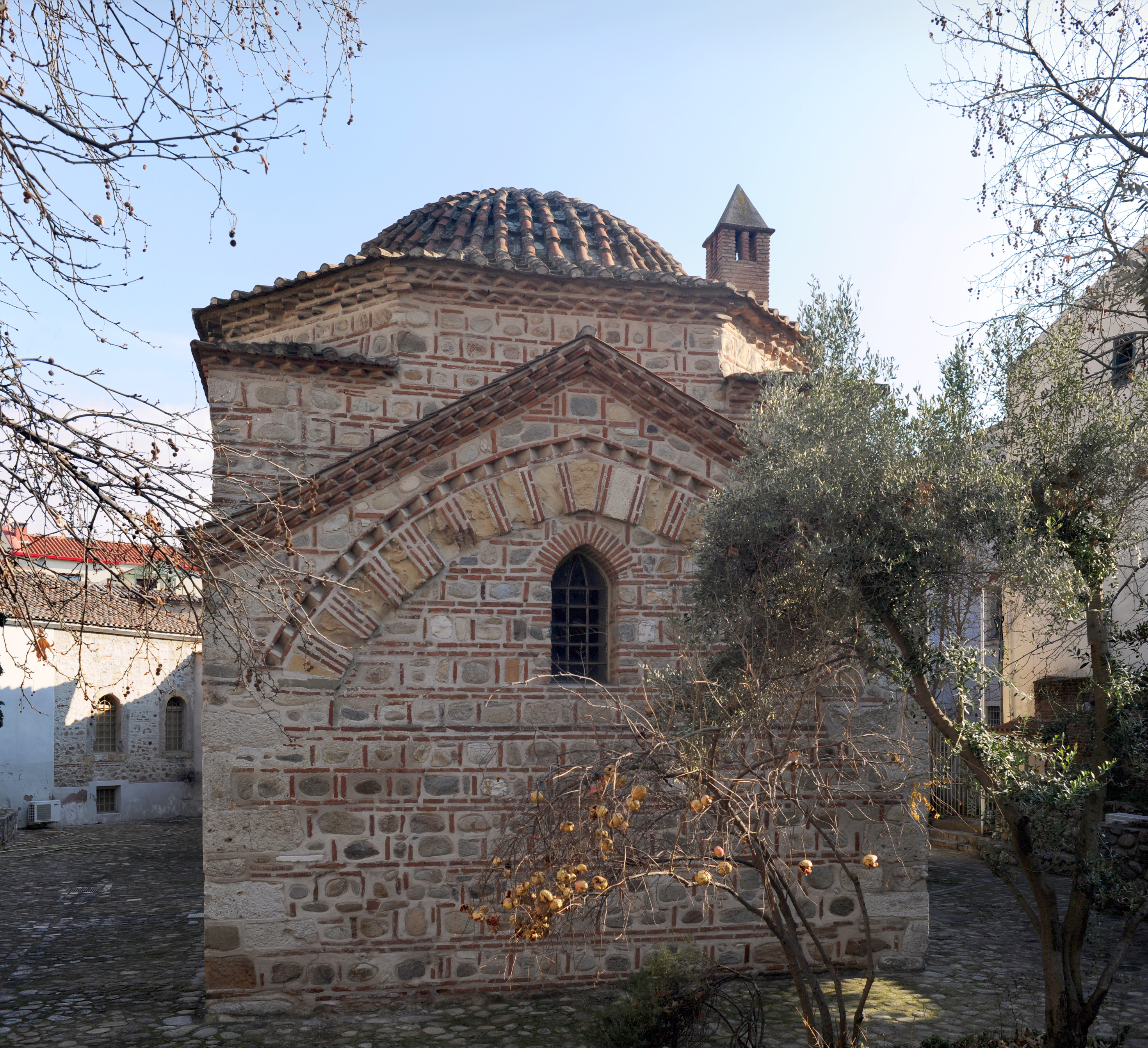
تَكِيَّة كوموتيني، تراقيا، اليونان.

يذكر المؤرخ والأستاذ الجامعي الأمريكي ستانفورد جاي شو (بالإنجليزية: Stanford Jay Shaw)‏ أن إيڤرينوس كان في الأصل أميرًا إقطاعيًا يونانيًا بيزنطيًا في الأناضول دخل الخدمة العثمانية بعد فتح بورصة، واعتنق الإسلام، وأصبح فيما بعد قائدًا عسكريًا رائدًا تحت قيادة كل من السلطان أورخان غازي ثم ابنهالسلطان مراد الأول.
اعتبر المستشرق النمساوي جوزيف فون هامر أن إيڤرينوس مجرد يوناني بيزنطي اعتنق الإسلام.
بينما تشير المصادر التركية إلى أن عائلة إيڤرينوس كانت من أصل تركي.
خدم كقائد الجيش العثماني في عهد سليمان باشا بن أورخان والسلطان مراد الأول والسلطان بايزيد الأول وسليمان جلبي والسلطان محمد الأول.
هناك روايات مبالغ فيها تذكر إنه عاش 129 عامًا وأن له سلك وظيفي عسكري طويل بشكل لا يُصدق، ويُعتقد أن ذلك غير دقيق. قد يكون مصدر الالتباس هذا مرتبط بأعمال نسله التي تتشابك مع إنجازاته الخاصة في الروايات التاريخية.

معاركة الحربية

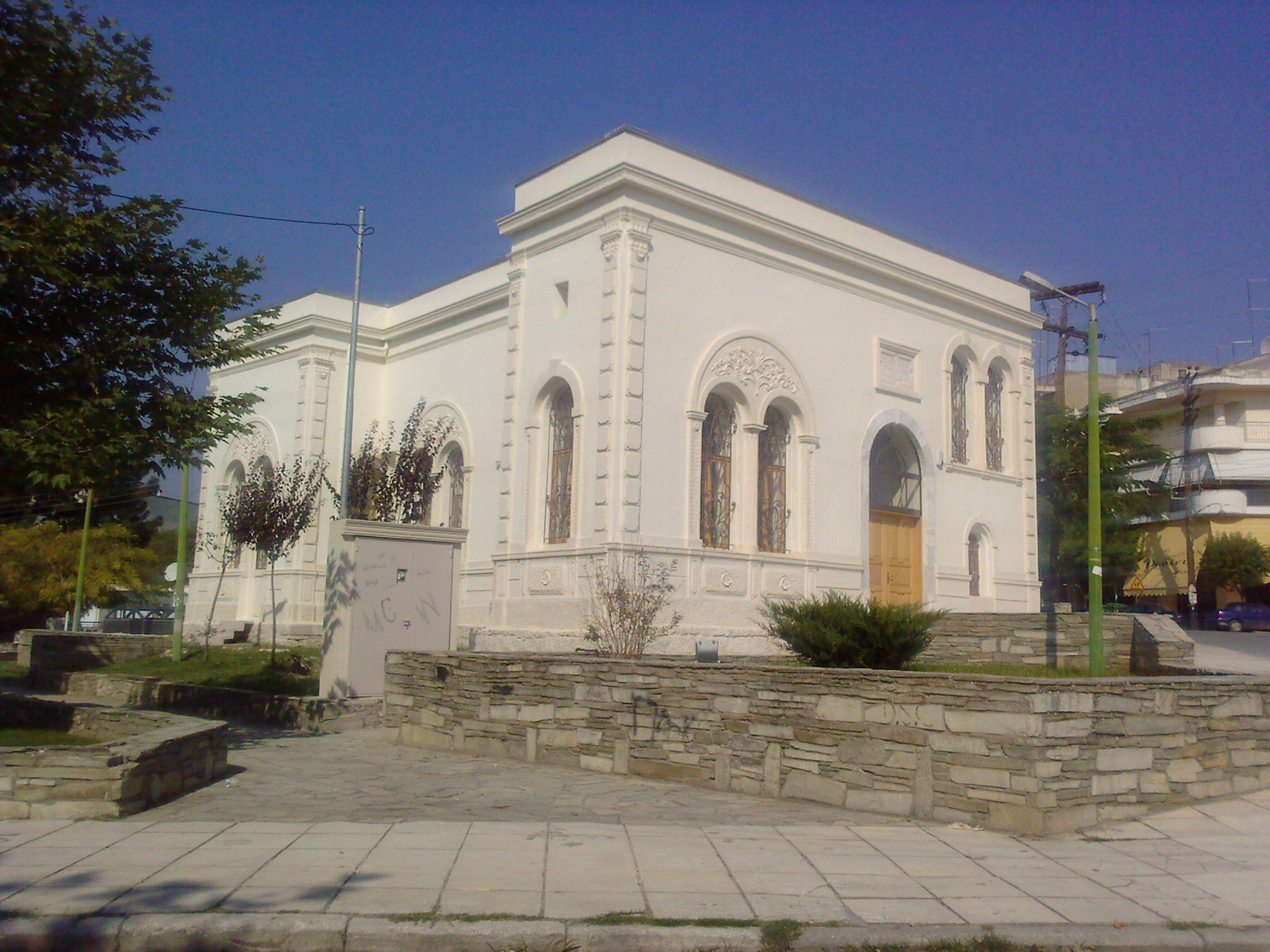
قبر الغازي إيڤرينوس في يانيتسا، باليونان.

قاد إيڤرينوس العديد من الحملات والمعارك العثمانية الحاسمة في بلغاريا وثيساليا وصربيا، وبعد مشاركته في الفتح العثماني لأدرنة عام 1362م، عُين إيڤرينوس أميرًا للحرب على الحدود في ثيساليا باليونان.
بنى إيفرينوس دارًا للرعاية في كوموتيني بعد فتحه للمنطقة عام 1363م.
وفي وقت لاحق، قاد إيفرينوس أيضًا فتح سيريس.
كانت المعركة الأكثر شهرة التي شارك فيها إيفرينوس هي النصر الحاسمفي معركة ماريتسا ، حيث شنت قوة عثمانية صغيرة غارة ليلية مدمرة وهزمت أكثر من 50,000 جندي من الإمبراطورية الصربية.
وفي وقت لاحق ، قاتل إيڤرينوس في معركة كوسوفو الأولى (1389م) ومعركة نيقوپوليس (1396م). وفتح كيشان (Keşan) وإپسالا (İpsala) وكوموتيني وفيريس وكسانثي ومارونيا (Maroneia) وموناستير.
وفي عام 1397م فتح مدينة "ينيجه فاردار" (Yenice-i Vardar)، يانيتسا الحالية.

## روابط خارجية
- ضريح غازي إيڤرينوس في جيانيتسا (ينيتسا)، اليونان.